# Мардаровка (Великомихайловский район)
Мардаровка (укр. Мардарівка) — село, относится к Великомихайловскому району Одесской области Украины.
Население по переписи 2001 года составляло 8 человек. Почтовый индекс — 67133. Телефонный код — 4859. Занимает площадь 0,153 км². Код КОАТУУ — 5121655504.

## Местный совет
67130, Одесская обл., Великомихайловский р-н, пгт Цебриково, ул. Ленина, 1.